# 시카리베쓰역
시카리베쓰역(일본어: 然別駅 시카리베쓰에키[*])은 일본 홋카이도 요이치 군 니키정에 있는 홋카이도 여객철도 하코다테 본선의 철도역이다. 시카리베쓰는 아이누 어로 자신을 도는 강을 뜻하는 시카리베츠에서 유래되었다.

## 역 구조
2면 2선의 상대식 승강장과 작은 역사를 가지고 있는 무인역이다.

## 역 주변
- 요이치가와 강
- 니키 정민 스키장

## 역사
- 1902년 12월 10일 - 홋카이도 철도의 역으로 개업.
- 1907년 7월 1일 - 홋카이도 철도 국유화.
- 1972년 3월 15일 - 화물 취급 폐지.
- 1982년 3월 1일 - 수하물 취급 폐지와 동시에 무인화.
- 1987년 4월 1일 - 일본국유철도 분할 민영화로 홋카이도 여객철도가 계승.
- 2007년 10월 - 역 번호 부여. S20.

## 인접한 역
| 홋카이도 여객철도 하코다테 본선 | 홋카이도 여객철도 하코다테 본선 | 홋카이도 여객철도 하코다테 본선 |
| ------------------------------- | ------------------------------- | ------------------------------- |
| S21 긴잔 오샤만베 방면          | ■ 하코다테 본선                 | S19 니키 오타루 방면            |